# Hermann Lüdemann
Hermann Lüdemann (5 de agosto de 1880 - 27 de maio de 1959) foi um político alemão e ministro-presidente do estado de Schleswig-Holstein.